# Anderson Silva
Pour le footballeur brésilien, voir Anderson Silva (football).
Anderson da Silva, né le 14 avril 1975 à São Paulo, est un pratiquant brésilien d'arts martiaux mixtes (MMA).
Au cours de sa carrière, il remporte le titre des poids moyens du Shooto en août 2001 avant de combattre au sein du Pride Fighting Championships. Après un parcours en demi-teinte dans l'organisation japonaise, il devient champion des poids moyens du Cage Rage en septembre 2004 remportant la ceinture face au redoutable Lee Murray.
Il défend ce titre à trois reprises avant de signer avec l'Ultimate Fighting Championship fin 2006.
Il s'empare de la ceinture des poids moyens de l'UFC dès son deuxième combat dans la promotion américaine, dominant Rich Franklin en octobre 2006. Silva règne alors sur la division jusqu'en juillet 2013, mais perd finalement sa suprématie en juillet 2013 face à Chris Weidman.
Avec plus de sept ans d'invincibilité dans la plus importante organisation mondiale de MMA, il est souvent considéré comme l'un des meilleurs combattants tous poids confondus.

## Biographie
Anderson Silva est le second d'une fratrie de quatre enfants. Alors qu'il n'a que 4 ans, sa mère, frappée par la pauvreté, n'a d'autre choix que de les confier lui et son frère ainé à sa propre sœur, vivant à Curitiba. Durant cette période, Silva suit les enfants du quartier au club de jiu-jitsu brésilien local, mais son oncle, dont le seul salaire de policier sert pour toute la famille, n'a pas les moyens de lui payer des cours.
Il lui faudra attendre l'âge de 12 ans pour qu'il puisse être inscrit dans un club de taekwondo.
Il obtient sa ceinture noire six ans plus tard (il est désormais 5e dan[Quand ?]).
Entre-temps, à l'âge de 16 ans, il découvre le muay-thaï et en deviendra « Prajied » noire.
Parallèlement, il pratique aussi le judo (ceinture noire), le jiu-jitsu brésilien (ceinture noire 3e degré obtenue en 2005) et la capoeira (corde jaune en 2010).
Au cours de sa carrière, il s'est entrainé au sein de la Chute Boxe Academy, de la Brazilian Top Team, de la Muay Thai Dream Team puis, en novembre 2006, au sein de la Black House (Casa Preta en portugais) qu'il crée lui-même, avec à ses côtés Lyoto Machida, Vitor Belfort, Assuerio Silva et Louis Hollanders.
En juillet 2019, il obtient la citoyenneté américaine par naturalisation en même temps que ses enfants Kalyl et Kaori.

## Carrières dans les arts martiaux mixtes

### Débuts
Anderson Silva fait ses débuts professionnels en MMA en 1997 au Brésil. Il participe au tournoi des moins de 176 lb (80 kg) organisé au Brazilian Freestyle Circuit 1. Après avoir éliminé Raimundo Pinheiro en moins de deux minutes par soumission en étranglement arrière, il rencontre en finale Fabrício Camões, alors ceinture violette de jiu-jitsu brésilien sous Royler Gracie. Après plus de vingt-cinq minutes de combat, Camões étant incapable de rester debout à la suite de nombreux coups de pied, Silva est déclaré vainqueur par TKO,.
Toujours chez les poids mi-moyens, Anderson Silva combat ensuite le 27 mai 2000 lors du Mecca World Vale Tudo 1 et y connait sa première défaite face à Luiz Azeredo par décision unanime. 
Il renoue ensuite avec la victoire en remportant ses deux matchs suivants lors de la seconde et quatrième édition des événements Mecca World Vale Tudo. Silva s'impose dans les deux cas par TKO face à respectivement Jose Barreto en près d'une minute et Claudionor da Silva Fontinelle en moins de cinq minutes.
Il s'envole ensuite vers le Japon afin de combattre au sein de l'organisation du Shooto face à Tetsuji Kato le 2 mars 2001. Il arrache la victoire par décision unanime après trois rounds.
Silva continue sa série de victoires en battant par coups de poing Israel Albuquerque lors du Mecca World Vale Tudo 5 en juin 2001 avant de repartir au Japon.
Avec six victoires et une défaite à son palmarès, il se voit proposer un combat face au champion des poids moyens du Shooto. La catégorie regroupe alors les compétiteurs de moins de 168 lb (76 kg), équivalent à la division des poids mi-moyens définie dans les « règles unifiées du MMA » en 2001 par la commission athlétique du New Jersey et largement utilisées aujourd'hui. Le tenant du titre Hayato Sakurai est alors un combattant reconnu localement voire dans le monde entier, ayant déjà cumulé dix-huit victoires et deux matchs nuls pour aucune défaite à son palmarès.
Ce match s'annonce par conséquent comme un bon défi à ce moment de la carrière d'Anderson Silva. Il remporte le combat par décision unanime et montre un belle progression sur son jeu au sol face à un adversaire compétent dans ce domaine,.
Silva gagne en popularité en devenant le premier homme à battre Sakurai et le nouveau champions des poids moyens du Shooto, le 26 août 2001.
Il retourne ensuite au Brésil pour venir à bout de Roan Carneiro par coups de poing en un peu plus de cinq minutes lors du Mecca World Vale Tudo 6, le 31 janvier 2002.
Après cette nouvelle victoire, il profite notamment de l'immense popularité de son compagnon d'entrainement Wanderlei Silva à la Chute Boxe pour signer un contrat avec le Pride Fighting Championships, alors plus importante organisation mondiale de MMA.

### Pride Fighting Championships
Sur cette série de six victoires consécutives, Anderson Silva fait ses débuts au Pride FC face à Alex Stiebling le 23 juin 2002 lors du Pride 21. Après quelques échanges debout, Silva envoie un coup de pied à la tête qui touche durement son adversaire. Ce dernier réussit à amener le combat au sol dans le mouvement mais le match est bientôt arrêté par l'arbitre pour que le médecin examine une coupure à l'arcade de Stiebling. Le combat ne reprend pas et Silva est alors déclaré vainqueur par TKO.
Il continue son parcours face au Japonais Alexander Otsuka au Pride 22 du 29 septembre 2002. Son adversaire n'a alors réussi qu'à inscrire deux victoires pour dix défaites à son palmarès et Silva prend l'ascendant sur celui-ci dans la première reprise du combat. Il réussit d'ailleurs presque à soumettre Otsuka par étranglement arrière. Le Japonais s'en sort bien mieux dans le deuxième round avant que Silva ne se reprenne dans le troisième pour remporter la victoire par décision unanime.
Il affronte ensuite l'ancien champion des poids mi-moyens de l'UFC, le Canadien Carlos Newton, lors du Pride 25 le 16 mars 2003. Newton réussit à amener le Brésilien au sol et le combat continue jusqu'à ce que l'arbitre relève les deux combattants, l'ancien champion étant alors bloqué dans la garde de Silva et le combat n'évoluant plus. Revenu debout, Anderson Silva envoie un coup de genou sauté alors que Newton se baisse pour tenter une amenée au sol. Ce coup spectaculaire assome le Canadien et quelques coups de poing suffisent alors à Silva pour remporter la victoire par KO.
Après l'annonce officielle du résultat, il imite Michael Jackson au milieu du ring.
Pour son quatrième combat au Pride, Anderson Silva affronte Daiju Takase lors du Pride 26, le 8 juin 2003. Après sa victoire sur Carlos Newton et face à un adversaire n'ayant connu que quatre victoires sur ses douze combats, il est donné largement favori. Le Brésilien évite bien deux tentatives d'amenées au sol mais se retrouve bientôt sur le dos. Après de longues minutes au sol, Takase installe un étranglement en triangle et Silva est alors obligé d'abandonner.
Cette défaite va beaucoup l'affecter et des conflits avec son équipe, la Chute Boxe, et notamment son fondateur Rudimar Fedrigo, commencent à le démotiver. Il est forcé de quitter l'organisation japonaise et songe même à mettre fin à sa carrière. Cependant, sur les conseils de son ami Antônio Rodrigo Nogueira, il décide finalement de ne pas renoncer. Il quitte son équipe et en forme une autre, la Muay Thai Dream Team. Il s'entraine dès lors aussi avec les frères Nogueira au sein de la Brazilian Top Team, rivale historique de la Chute Boxe, afin notamment d'améliorer son jeu au sol en MMA,.

### Parcours post-Pride FC
Nogueira lui arrange donc un combat au Brésil afin de revenir à la compétition. Anderson Silva affronte Waldir dos Anjos lors du Conquista Fight 1, le 20 décembre 2003 et renoue avec la victoire par TKO au terme de la première reprise et arrêt du coin.
Il s'envole ensuite pour la capitale sud-coréenne afin d'y rencontrer l'expérimenté Jeremy Horn au Gladiator FC 2, le 27 juin 2004. Il remporte cette fois-ci le match par décision unanime.

### Champion des poids moyens du Cage Rage
Trois mois plus tard, Anderson Silva fait ses débuts dans l'organisation anglaise du Cage Rage. Il rencontre Lee Murray le 11 septembre 2004 lors du Cage Rage 8 pour le titre vacant des poids moyens.
Supérieur sur la partie pieds-poings, il remporte le combat par décision unanime et devient alors le nouveau champion poids moyen du Cage Rage.
Silva retourne ensuite au Pride FC pour le Pride Shockwave 2004, le 31 décembre 2004. Il y affronte Ryo Chonan dans un match serré mais connait à nouveau la défaite quand au milieu du troisième round, son adversaire enchaine une projection en ciseaux de jambes et une clé de cheville qui force Silva à abandonner,.
Il défend ensuite sa ceinture face à Jorge Rivera le 30 avril 2005, en tête d'affiche du Cage Rage 11. Il domine les échanges debout et remporte le combat dans la deuxième reprise par KO technique grâce à un coup de genou qui envoie Rivera au sol, suivi de quelques coups de poing.
Pour sa deuxième défense de titre, il rencontre Curtis Stout en vedette du Cage Rage 14, le 3 décembre 2005. En étourdissant son adversaire depuis la garde au sol de ce dernier puis en le suivant alors que celui-ci tente de revenir sur ses genoux, il remporte une nouvelle victoire par KO.
Désireux de nouveaux défis, Anderson Silva participe au tournoi des poids mi-moyens organisé par la promotion américaine du Rumble on the Rock. La compétition rassemble alors les combattants de moins de 175 lb (80 kg).
Le 20 janvier 2006, il affronte donc Yushin Okami en tour d'ouverture à Honolulu. Il contrôle bien le combat debout dès le début et évite les tentatives d'amenées au sol. Mais au milieu du premier round, Silva se retrouve au sol sur le dos et envoie un coup de talon au visage du Japonais alors à genou. Okami se retrouve sonné et incapable de terminer le combat. Le coup n'est cependant pas autorisé et vaut à Silva une défaite par disqualification.
D'abord pressenti face à Matt Lindland pour défendre une troisième fois sa ceinture lors du Cage Rage 16 du 22 avril 2006,
Anderson Silva affronte finalement Tony Fryklund, restant pourtant sur deux défaites consécutives. Lindland a alors préféré affronter Mike Van Arsdale.
En tête d'affiche de la soirée, Silva remporte rapidement la victoire par KO de manière impressionnante en envoyant au tapis Fryklund avec un coup de coude remontant.

### Ultimate Fighting Championship

#### Premier succès
Fin 2006, Anderson Silva prend un nouveau tournant dans sa carrière et signe avec l'Ultimate Fighting Championship.
Il fait ses débuts dans l'organisation le 28 juin 2006 lors de l'UFC Ultimate Fight Night 5.
Il y affronte Chris Leben, combattant populaire aux États-Unis après sa participation à l’émission The Ultimate Fighter et alors invaincu à l'UFC avec cinq victoires consécutives.
Silva enchaine les coups et ne laisse pas souffler son adversaire. Un coup de genou à la tête finit par mettre l'Américain au tapis après moins d'une minute dans la première reprise.
Il inflige le premier KO de sa carrière à Leben et marque les esprits du public américain, encore peu connu sur le territoire.

#### Champion des poids moyens de l'UFC
Après cette performance, l'UFC ajoute un sondage sur son site web afin de proposer le prochain adversaire d'Anderson Silva. C'est alors le champion des poids moyens, Rich Franklin, qui est largement choisi par les internautes.
Le match entre les deux combattants est officialisé fin août pour l'UFC 64 du 14 octobre 2006.
S'il revient des blessures subies lors de sa dernière rencontre, Franklin n'a alors connu aucune défaite lors de ses sept combats à l'UFC et défendu son titre de belle manière à deux reprises. 
C'est donc à la surprise de beaucoup que Silva surclasse son adversaire au clinch. Il envoie de puissants coups de genou au corps et au visage qui ont rapidement raison de Franklin. Le Brésilien remporte alors la ceinture des poids moyens de l'UFC par KO en moins de trois minutes dans le premier round.
Vainqueur de la quatrième saison de l'émission The Ultimate Fighter en novembre 2006, Travis Lutter décroche  un combat pour le titre.
Le match face au nouveau champion est organisé en vedette de l'UFC 67 du 3 février 2007. Cependant, Lutter échoue à la pesée et le titre n'est finalement pas mis en jeu.
Malgré un beau coup de genou sauté, Silva se fait amener au sol et Lutter réussit à passer en position montée. Le Brésilien arrive néanmoins à s'échapper de celle-ci avant la fin de la première reprise. Amené à nouveau au sol dans le second round, il verrouille un étranglement en triangle et assène plusieurs coups de coude qui poussent son adversaire à l'abandon.
Pour sa première défense de ceinture, il affronte Nate Marquardt, ancien champion du Pancrase, en combat principal de l'UFC 73, le 7 juillet 2007. Le Brésilien est une nouvelle fois amené dos au tapis en début de combat. Après quelques minutes, l'arbitre remonte les deux hommes. Sur une nouvelle tentative d'amenée au sol, Silva réussit à habilement retourner la situation et envoie des coups de poing qui touchent son adversaire au visage et permettent à Silva de remporter le combat par TKO en toute fin de premier round.
Rapidement, un combat revanche face à Rich Franklin est programmé pour sa prochaine défense de titre. Le match se déroule en vedette de l'UFC 77, le 20 octobre 2007 à Cincinnati, ville natale de Franklin.
À nouveau, il remporte la victoire en dominant son adversaire au clinch, finissant cette fois-ci par TKO en début de second round.
Silva conserve sa ceinture et empoche au passage le bonus du KO de la soirée.
Après le rachat du Pride FC par Zuffa, société mère de l'UFC, les combattants phares de l'organisation japonaise sont transférés au sein de la promotion américaine. C'est bien-sûr le cas de Dan Henderson, détenteur des ceintures des poids mi-moyens et poids moyens du Pride FC, divisions regroupant respectivement les compétiteurs de moins de 83 kg (183 lb) et moins de 93 kg (205 lb). Le champion américain a alors l'occasion d'unifier ses ceintures face aux tenants des titres des poids mi-lourds et poids moyens de l'UFC. Il rencontre ainsi Quinton Jackson lors de l'UFC 75 en septembre 2007, mais s'incline par décision unanime. 
Le match entre Silva et Henderson est ensuite planifié en tête d'affiche de l'UFC 82 du 1er mars 2008. De nombreux observateurs pensent alors que style d'Henderson pourrait mettre à mal le champion de l'UFC. Le haut niveau de lutte de l'Américain lui permet d'ailleurs de contrôler les débats au sol lors du premier round. Silva reprend cependant la main debout lors du second round avant de réussir à remporter la victoire par soumission avec un étranglement arrière à seulement dix secondes de la fin de la reprise,. Il défend ainsi à nouveau sa ceinture et décroche les bonus du combat de la soirée et de la soumission de la soirée.
Anderson Silva s'essaie ensuite dans la catégorie des poids mi-lourds et affronte James Irvin le 19 juillet 2008 en vedette de l'UFC Fight Night 14. Cette soirée est rapidement organisée par l'UFC pour contrer le premier événement de la jeune organisation Affliction mettant en scène des grands noms du MMA comme Fedor Emelianenko.
Le combat ne dure qu'une minute, après avoir saisi la jambe de son adversaire sur une tentative de coup de pied au corps, Silva enchaine avec un direct du droit qui sonne Irvin. Quelques coups de poing sur ce dernier au sol suffisent alors à donner la victoire par KO au champion brésilien.
De plus, les tests antidopage d'Irvin reviennent positifs aux analgésiques méthadone et oxymorphone après ce match .

#### Des performances critiquées
Silva retourne dans sa catégorie de prédilection et affronte le Canadien Patrick Côté en combat principal de l'UFC 90 le 25 octobre 2008. Au début du troisième round, Côté se blesse au genou et le combat est arrêté, offrant une nouvelle victoire par TKO au Brésilien. La prestation peu engagée de Silva et ses provocations pendant le match déçoivent par contre le public et le président de l'UFC, Dana White,.

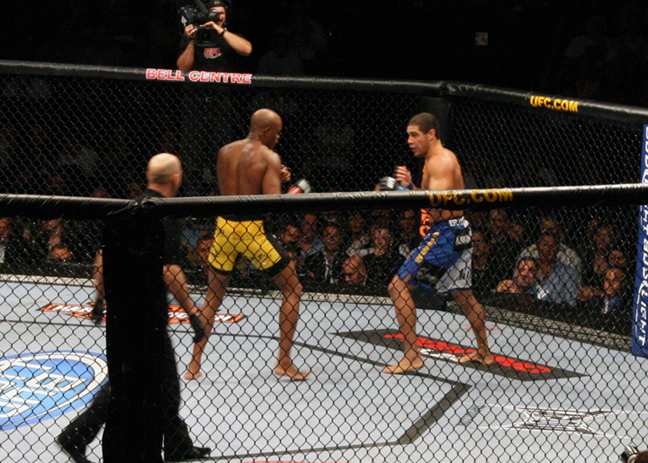
Anderson Silva et Thales Leites dans l'Octogone lors de l'.

Si certaines rumeurs pressentaient Silva dans un combat en poids mi-lourd pour l'UFC 95 en février 2009, c'est finalement en tête d'affiche de l'UFC 97 du 18 avril 2009 qu'il revient défendre son titre face à Thales Leites. Pour la première fois depuis son arrivée dans l'organisation américaine, Anderson Silva ne parvient pas à terminer le combat avant la limite et remporte le combat par décision unanime après cinq rounds. Il est une nouvelle fois critiqué pour son comportement, baissant sa garde, dansant et provoquant son adversaire.

#### Combat contre Forrest Griffin
Après deux performances jugées décevantes, l'UFC souhaite voir le champion des poids moyens face à un adversaire d'un autre calibre. C'est donc un nouveau combat en poids mi-lourd contre un combattant considéré comme l'un des meilleurs de cette division, Forrest Griffin, que le parcours de Silva continue lors de l'UFC 101 du 8 août 2009. Griffin vient juste de perdre son titre de champion face à Rashad Evans après avoir successivement battu Maurício Rua et Quinton Jackson.
Malgré ce palmarès, Silva domine l'Américain et l'envoie plusieurs fois au tapis avec ses coups de poing. Silva marque les esprits par son jeu d'esquive magistrale. Il devient populaire de dire que Silva est « rentré dans la matrix ».  Il remporte la victoire par KO avec un direct du droit dans le premier round. Griffin n'attend pas l'annonce officielle du résultat et quitte la cage en courant. Anderson Silva décroche les bonus du KO de la soirée et du combat de la soirée. Le site spécialisé Sherdog lui décerne même le trophée de la « raclée de l'année ».
Un changement définitif de catégorie est évoqué mais bientôt réfuté par le principal intéressé et son agent. Anderson Silva avance ne vouloir ni abandonner sa ceinture de champion des poids moyens, ni affronter son partenaire d'entraînement, ami et actuel champion des poids mi-lourds, Lyoto Machida.
Un affrontement face à Vitor Belfort est alors prévu pour l'UFC 108 en janvier 2010, puis bientôt repoussé à l'UFC 109 devant se dérouler en février. Mais dans les deux cas, Silva annule sa participation ne pouvant être remis complètement d'une blessure à l'épaule à temps. Le combat est finalement planifié au 10 avril 2010, lors de l'UFC 112, premier gala de la promotion à Abou Dabi. Cette fois c'est une blessure du prétendant qui vient bouleverser les plans, et puisque l'autre aspirant le plus en vue, Chael Sonnen, est lui aussi indisponible, c'est Demian Maia qui hérite alors de l'occasion de s'emparer de la ceinture. Silva remporte la victoire par décision unanime, mais une fois de plus, son attitude durant le combat est vivement critiquée. Le champion provoque verbalement et gestuellement son adversaire et ne s'engage pas vraiment dans la confrontation. L'arbitre le menace même d'une déduction d'un point dans le dernier round pour non-combativité. Ce comportement déclenche la colère du président Dana White et ce dernier refuse de remettre lui-même la ceinture au champion en fin de match,.
Entraîné par Daniel Woirin de 2008 à 2010, Anderson Silva remporte trois ceinture avec l'entraîneur français.

#### Combat contre Chael Sonnen
Anderson Silva fait ensuite face à Chael Sonnen lors de l'UFC 117, le 7 août 2010. Pour la première fois depuis son arrivée à l'UFC, Silva est dominé dès le début du combat. Sonnen utilise ses qualités en lutte pour amener et contrôler le Brésilien au sol. Dans la cinquième et dernière reprise, un crochet du gauche sonne Silva et Sonnen enchaine alors les coups de poing depuis la garde du champion. Mais ce dernier réussit à installer un étranglement en triangle et une clé de bras qui force le lutteur américain à abandonner. Silva conserve sa ceinture en la défendant pour la septième fois et remporte les bonus du combat de la soirée et de la soumission de la soirée. Il annonce après le match avoir combattu avec une côte cassée.
L'idée d'un prochain match revanche est vite avancée
avant que les tests antidopage de Sonnen ne révèlent un rapport testostérone/épitestostérone (T/E) anormalement élevé. Celui-ci se défend alors d'une incompréhension dans les démarches administratives afin de déclarer et obtenir une autorisation pour la thérapie de remplacement de la testostérone (TRT) qu'il suit depuis 2008. Malgré cette polémique la rencontre est gratifiée d'un World MMA Award pour le combat de l'année 2010 décerné par le magazine Fighters Only.

#### Invincibilité
C'est ensuite Vitor Belfort qui obtient sa chance pour le titre des poids moyens, en tête d'affiche de l'UFC 126 du 5 février 2011, après le rendez-vous manqué de début 2010. Après quelques minutes d'observation, Silva envoie au tapis le prétendant d'un coup de pied direct au menton et deux coups de poing supplémentaires sur Belfort au sol suffisent alors à confirmer sa victoire par KO dans la première reprise
Ce mouvement spectaculaire permet au champion de décrocher le bonus du KO de la soirée.
Certains médias spécialisés lui décerne la récompense de KO de l'année 2011 dont le magazine Fighters Only pour ses World MMA Awards,
Malgré un combat entre Silva et le champion des poids mi-moyens Georges St-Pierre bien envisagé,,
c'est finalement six mois plus tard et pour la première fois dans son pays natal sous la bannière de l'UFC, que le Brésilien défend son titre face à Yushin Okami lors de l'UFC 134, le 27 août 2011. Okami est le dernier homme à avoir battu le champion, en janvier 2006 et avant son arrivée à l'UFC, après une rapide disqualification un peu controversée.
Après un premier round disputé, Silva prend l'ascendant dans le second en envoyant une première fois au tapis son adversaire d'un coup de poing du droit. Confiant, il laisse son adversaire se relever pour le sonner à nouveau et remporter la victoire après quelques coups de plus au sol après un peu plus de deux minutes dans cette seconde reprise.
Silva accorde ensuite un combat revanche à Chael Sonnen, sur deux victoires consécutives depuis son retour après suspension pour dopage. Le combat est initialement prévu pour l'UFC 147 du 23 juin 2012 dans un stade de football de Rio de Janeiro.
La rencontre est cependant décalée au 7 juillet, en vedette de l'UFC 148 à Las Vegas pour éviter les conflits avec la Conférence des Nations unies Rio+20.
La rivalité entre les deux hommes est palpable dès la pesée, et la lutte de Sonnen lui permet à nouveau de dominer la première reprise. Mais après un coup de pied retourné raté du lutteur américain, Silva assène un coup de genou au corps qui assomme son adversaire et lui offre la victoire par TKO en un peu plus de deux minutes dans le second round. Le bonus du KO de la soirée est alors décerné au champion brésilien.
Après avoir envisagé de ne pas combattre avant début 2013,
puis s'être proposé, en vain, pour sauver la soirée UFC 151 de l'annulation fin août 2012,
c'est de nouveau pour maintenir la tenue d'un événement, au Brésil cette fois-ci, que Silva prend part au combat principal de l'UFC 153 face à Stephan Bonnar, le 13 octobre.
Le Brésilien sort à nouveau victorieux de cette excursion en poids mi-lourd. Il encaisse volontairement quelques coups en souriant puis couche le finaliste de la première saison de la série The Ultimate Fighter avec un coup de genou au corps suivi de quelques coups de poing en fin de premier round.
Bonnar est de plus suspendu pour dopage après le match quand ses tests reviennent positifs au drostanolone, un stéroïde anabolisant.

#### Perte du titre et blessure

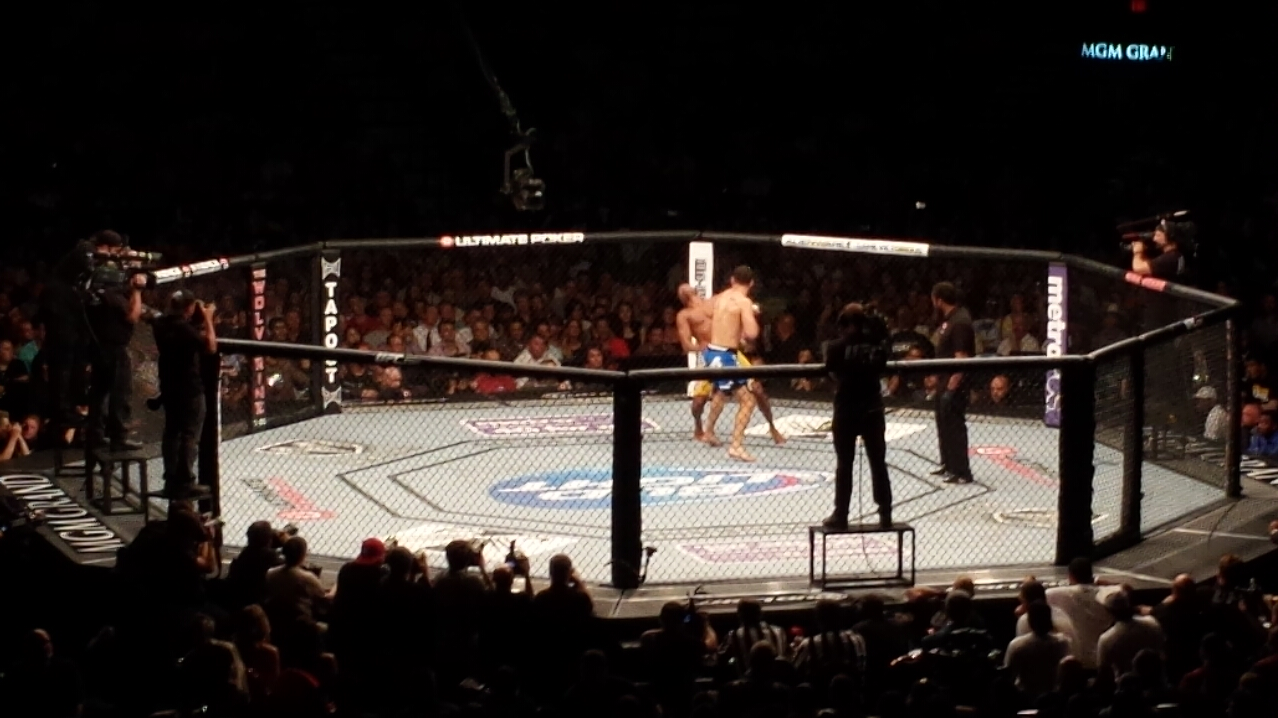
Chris Weidman met KO Anderson Silva lors de l'.

À la suite de sa dernière victoire, Anderson Silva fait à nouveau part de son envie de s'éloigner un temps de la compétition pour n'y revenir que fin 2013. 
Malgré ces déclarations, il affronte Chris Weidman le 6 juillet 2013, en tête d'affiche de l'UFC 162.
Comme à son habitude, Silva use d'esquives et de provocations dès l'entame de match. Mais dans le second round, Weidman sonne le champion, la garde basse et cherchant à déstabiliser son adversaire, d'un crochet du gauche. Quelques coups sur Silva au sol suffisent alors à donner à l'Américain la victoire par KO en un peu plus d'une minute dans cette seconde reprise.
Cette défaite met alors un terme à un règne de près de sept ans sur la division des poids moyens de l'UFC, un record de longévité. La fin de la suprématie de Silva fixe aussi les records de défenses consécutives d'un titre UFC à dix succès, et de victoires consécutives à seize.
Malgré les propos d'Anderson Silva à la conférence de presse suivant le combat affirmant qu'il ne voulait plus combattre pour le titre,
sa défaite est une telle surprise qu'un combat revanche est très vite programmé. Les deux hommes se rencontrent donc à nouveau en vedette de l'UFC 168, le 28 décembre 2013.
Donné favori malgré sa précédente défaite,
Silva semble cette fois-ci prendre le combat plus au sérieux mais reste dominé dans le premier round. Alors que le second round débute mieux pour lui, il se fracture le tibia en envoyant un coup de pied bas contré par son adversaire.
La blessure met fin au match et Weidman conserve sa ceinture par TKO en un peu plus d'une minute dans cette deuxième reprise.
Silva subit une opération chirurgicale immédiatement après ce combat, sa convalescence est alors estimée à au moins six mois.
Après cette grave blessure et à près de 39 ans, beaucoup voient l'ancien champion mettre fin à sa carrière,
mais Silva fait aussi rapidement part de son envie de continuer.
Il reprend l'entraînement dès mai 2014,
et signe au mois d'octobre une prolongation de contrat pour 15 combats supplémentaires.
Il est aussi annoncé comme entraîneur, avec Maurício Rua, de la série télévisée The Ultimate Fighter: Brazil 4. Cependant, contrairement à la tradition du programme, un affrontement entre les deux combattants n'est pas prévu à la fin de la saison.

#### Retour à la compétition
Anderson Silva fait son retour face à Nick Diaz le 31 janvier 2015, en combat principal de l'UFC 183 à Las Vegas.
Ce dernier revient aussi d'une pause de près de deux ans et combat pour la première fois chez les poids moyens plutôt que mi-moyens.
Silva remporte la victoire par décision unanime face à un adversaire adepte de la provocation.
Quelques jours plus tard, les résultats d'un test antidopage effectué sur Anderson Silva le 9 janvier révèlent la présence de drostanolone et d'androstérone dans le sang du combattant.
Nick Diaz est quant à lui contrôlé positif à la tétrahydrocannabinol (THC) pour la troisième fois de sa carrière.
Le Brésilien clame alors son innocence prétextant une contamination de l'échantillon ou une erreur du laboratoire.
Silva est dans un premier temps soutenu par l'UFC et conforté dans son rôle d’entraîneur pour la prochaine saison de l'émission The Ultimate Fighter: Brazil. Mais, la commission athlétique du Nevada suspend temporairement le combattant et contraint l'organisation à le remplacer. C'est ainsi que son ami Antônio Rodrigo Nogueira est désigné comme nouvel entraîneur de la série.
Après plusieurs reports, l’audience devant la commission athlétique du Nevada se tient finalement le 13 août 2015, soit plus de six mois après les faits. Silva reconnait alors pour sa défense, la prise de médicaments améliorant les performances sexuelles. Mais la commission lui inflige une suspension d'un an, ainsi qu'une amende de 380 000 $. Sa victoire sur Diaz est aussi modifiée en « sans décision ». Cette suspension éloigne donc l'athlète de la compétition jusqu'à février 2016.
Fin décembre 2015, Anderson Silva est préféré à Gegard Mousasi pour affronter Michael Bisping en vedette de l'UFC Fight Night 83 du 27 février 2016, à Londres.

## Carrière en boxe anglaise
En septembre 2022, Anderson Silva accepte de sortir de sa retraite à 47 ans pour affronter le jeune vidéaste américain Jake Paul, habitué des matchs de boxe face à d'anciennes gloires des arts martiaux. Le combat est prévu en huit reprises de trois minutes et la limite de poids fixée à 187 lb (85 kg).
Lors de cette soirée du 29 octobre 2022 à Glendale, c'est finalement Paul qui l'emporte par décision unanime (77-74, 78-73, 78-73) après des échanges plutôt serrés entre les deux hommes.

### Silva vs. Sonnen
Anderson Silva affronte Chael Sonnen le 15 juin 2024 dans un combat de boxe d'exhibition de cinq rounds de deux minutes à São Paulo, au Brésil. Silva et Sonnen se sont affrontés deux fois dans les arts martiaux mixtes à l'UFC. Le combat a duré cinq tours complets et a été déclaré match nul.

## Palmarès

### Records
- En remportant une douzième victoire consécutive, lors de l'UFC 117 en août 2010, Anderson Silva établit un nouveau record en dépassant les onze de Royce Gracie. En enchaînant les succès jusqu'en octobre 2012, il étend ce record à seize victoires consécutives[120].
- En défendant pour la sixième fois sa ceinture de champion, lors de l'UFC 112 en avril 2010, il établit aussi un nouveau record de défenses de titre à l'UFC[121]. Il conserve sa ceinture jusqu'en juillet 2013 pour étendre ce chiffre à dix défenses victorieuses[122].
- Avec 2457 jours, Anderson Silva détient aussi le record du règne de champion le plus long de l'histoire de l'UFC.
- Il possède également le record du plus grand nombre de knockdowns avec 18 coups portés[123].
- Silva détient le record du nombre de bonus du KO de la soirée, remporté à 7 reprises[124]. Cette récompense accordé par l'UFC n'existe plus depuis février 2014.
- Avec 14 victoires, il détient le record du nombre de victoires dans la division des poids moyens de l'UFC.
- Il détient enfin le record du plus grand nombre de knockdowns dans cette division avec 12 réalisations[125].

### Palmarès en arts martiaux mixtes
| 46 combats           | 34 victoires | 11 défaites |
| Par KO               | 23           | 4           |
| Par soumission       | 3            | 2           |
| Sur décision         | 8            | 4           |
| Par disqualification | 0            | 1           |
| Sans décision        | 1            | 1           |

| Résultat      | Record    | Adversaire                     | Méthode                                                         | Événement                           | Date              | Round | Temps | Lieu                                   | Notes |
| ------------- | --------- | ------------------------------ | --------------------------------------------------------------- | ----------------------------------- | ----------------- | ----- | ----- | -------------------------------------- | --- |
| Défaite       | 34-11 (1) | Uriah Hall                     | TKO (coups de poing)                                            | UFC Fight Night: Hall vs. Silva     | 31 octobre 2020   | 4     | 1:24  | Las Vegas, Nevada, États-Unis          | |
| Défaite       | 34-10 (1) | Jared Cannonier                | TKO (coup de pied à la jambe)                                   | UFC 237: Namajunas vs. Andrade      | 11 mai 2019       | 1     | 4:47  | Rio de Janeiro, Brésil                 | |
| Défaite       | 34-9 (1)  | Israel Adesanya                | Décision unanime                                                | UFC 234: Adesanya vs. Silva         | 10 février 2019   | 3     | 5:00  | Brisbane, Australie                    | Combat de la soirée. |
| Victoire      | 34-8 (1)  | Derek Brunson                  | Décision unanime                                                | UFC 208: Holm vs. de Randamie       | 11 février 2017   | 3     | 5:00  | Brooklyn, New York, États-Unis         | |
| Défaite       | 33-8 (1)  | Daniel Cormier                 | Décision unanime                                                | UFC 200: Tate vs. Nunes             | 9 juillet 2016    | 3     | 5:00  | Las Vegas, Nevada, États-Unis          | Le titre de Cormier n'est pas remis en jeu. |
| Défaite       | 33-7 (1)  | Michael Bisping                | Décision unanime                                                | UFC Fight Night: Silva vs. Bisping  | 27 février 2016   | 5     | 5:00  | Londres, Angleterre                    | |
| Sans décision | 33-6 (1)  | Nick Diaz                      | Résultat annulé                                                 | UFC 183: Silva vs. Diaz             | 31 janvier 2015   | 5     | 5:00  | Las Vegas, Nevada, États-Unis          | Silva contrôlé positif aux stéroïdes anabolisant. Diaz contrôlé positif à la marijuana. Victoire par décision unanime de Silva changée en « sans décision ». |
| Défaite       | 33-6      | Chris Weidman                  | TKO (blessure à la jambe)                                       | UFC 168: Weidman vs. Silva 2        | 28 décembre 2013  | 2     | 1:16  | Las Vegas, Nevada, États-Unis          | Pour le titre des poids moyens de l'UFC. |
| Défaite       | 33-5      | Chris Weidman                  | KO (coups de poing)                                             | UFC 162: Silva vs. Weidman          | 6 juillet 2013    | 2     | 1:18  | Las Vegas, Nevada, États-Unis          | Perd le titre des poids moyens de l'UFC. |
| Victoire      | 33-4      | Stephan Bonnar                 | TKO (coup de genou au corps et coups de poing)                  | UFC 153: Silva vs. Bonnar           | 13 octobre 2012   | 1     | 4:40  | Rio de Janeiro, Brésil                 | Combat en poids mi-lourds |
| Victoire      | 32-4      | Chael Sonnen                   | TKO (coup de genou au corps et coups de poing)                  | UFC 148: Silva vs. Sonnen II        | 7 juillet 2012    | 2     | 1:55  | Las Vegas, Nevada, États-Unis          | Défend le titre des poids moyens de l'UFC. |
| Victoire      | 31-4      | Yushin Okami                   | TKO (coups de poing)                                            | UFC 134: Silva vs. Okami            | 27 août 2011      | 2     | 2:04  | Rio de Janeiro, Brésil                 | Défend le titre des poids moyens de l'UFC. |
| Victoire      | 30-4      | Vitor Belfort                  | KO (coup de pied direct et coups de poing)                      | UFC 126: Silva vs. Belfort          | 5 février 2011    | 1     | 3:25  | Las Vegas, Nevada, États-Unis          | Défend le titre des poids moyens de l'UFC. KO de la soirée.                                                                                                  |
| Victoire      | 29-4      | Chael Sonnen                   | Soumission (clé de bras dans le triangle)                       | UFC 117: Silva vs Sonnen            | 7 août 2010       | 5     | 3:10  | Oakland, Californie, États-Unis        | Défend le titre des poids moyens de l'UFC. |
| Victoire      | 28-4      | Demian Maia                    | Décision unanime                                                | UFC 112: Invincible                 | 10 avril 2010     | 5     | 5:00  | Abou Dabi, Émirats arabes unis         | Défend le titre des poids moyens de l'UFC. |
| Victoire      | 27-4      | Forrest Griffin                | KO (coup de poing)                                              | UFC 101: Declaration                | 8 août 2009       | 1     | 3:23  | Philadelphie, Pennsylvanie, États-Unis | Combat en poids mi-lourd. Combat de la soirée. KO de la soirée.                                                                                              |
| Victoire      | 26-4      | Thales Leites                  | Décision unanime                                                | UFC 97: Redemption                  | 18 avril 2009     | 5     | 5:00  | Montréal, Québec, Canada               | Défend le titre des poids moyens de l'UFC. |
| Victoire      | 25-4      | Patrick Côté                   | TKO (blessure au genou)                                         | UFC 90: Silva vs. Côté              | 25 octobre 2008   | 3     | 0:39  | Rosement, Illinois, États-Unis         | Défend le titre des poids moyens de l'UFC. |
| Victoire      | 24-4      | James Irvin                    | KO (coups de poing)                                             | UFC Fight Night: Silva vs. Irvin    | 19 juillet 2008   | 1     | 1:01  | Las Vegas, Nevada, États-Unis          | Combat en poids mi-lourd. Irvin contrôlé positif aux stéroïdes anabolisant.                                                                                  |
| Victoire      | 23-4      | Dan Henderson                  | Soumission (étranglement arrière)                               | UFC 82: Pride of a Champion         | 1er mars 2008     | 2     | 4:52  | Columbus, Ohio, États-Unis             | Défend le titre des poids moyens de l'UFC. Combat de la soirée. Soumission de la soirée.                                                                     |
| Victoire      | 22-4      | Rich Franklin                  | TKO (coups de genou)                                            | UFC 77: Hostile Territory           | 20 octobre 2007   | 2     | 1:07  | Cincinnati, Ohio, États-Unis           | Défend le titre des poids moyens de l'UFC. KO de la soirée.                                                                                                  |
| Victoire      | 21-4      | Nate Marquardt                 | TKO (coups de poing)                                            | UFC 73: Stacked                     | 7 juillet 2007    | 1     | 4:50  | Sacramento, Californie, États-Unis     | Défend le titre des poids moyens de l'UFC. |
| Victoire      | 20-4      | Travis Lutter                  | Soumission (coups de coude)                                     | UFC 67: All or Nothing              | 3 février 2007    | 2     | 2:11  | Las Vegas, Nevada, États-Unis          | Lutter échoue à la pesée; le titre n'est pas mis en jeu. |
| Victoire      | 19-4      | Rich Franklin                  | KO (coup de genou)                                              | UFC 64: Unstoppable                 | 14 octobre 2006   | 1     | 2:59  | Las Vegas, Nevada, États-Unis          | Remporte le titre des poids moyens de l'UFC. |
| Victoire      | 18-4      | Chris Leben                    | KO (coup de genou)                                              | UFC Fight Night 5                   | 28 juin 2006      | 1     | 0:49  | Las Vegas, Nevada, États-Unis          | |
| Victoire      | 17-4      | Tony Fryklund                  | KO (coup de coude)                                              | Cage Rage 16: Critical Condition    | 22 avril 2006     | 1     | 2:02  | Londres, Angleterre                    | Défend le titre des poids moyens du Cage Rage. |
| Défaite       | 16-4      | Yushin Okami                   | Disqualification (coup de pied montant non autorisé)            | Rumble on the Rock 8                | 20 janvier 2006   | 1     | 2:33  | Honolulu, Hawaï, États-Unis            | Premier tour du tournoi des poids mi-moyens du ROTR. |
| Victoire      | 16-3      | Curtis Stout                   | KO (coups de poing)                                             | Cage Rage 14: Punishment            | 3 décembre 2005   | 1     | 4:59  | Londres, Angleterre                    | Défend le titre des poids moyens du Cage Rage. |
| Victoire      | 15-3      | Jorge Rivera                   | TKO (coups de genou et coups de poing)                          | Cage Rage 11: Face Off              | 30 avril 2005     | 2     | 3:53  | Londres, Angleterre                    | Défend le titre des poids moyens du Cage Rage. |
| Défaite       | 14-3      | Ryo Chonan                     | Soumission (projection en ciseaux de jambes et clé de cheville) | Pride Shockwave 2004                | 31 décembre 2004  | 3     | 3:08  | Saitama, Japon                         | |
| Victoire      | 14-2      | Lee Murray                     | Décision unanime                                                | Cage Rage 8: Knights of the Octagon | 11 septembre 2004 | 3     | 5:00  | Londres, Angleterre                    | Remporte le titre des poids moyens du Cage Rage. |
| Victoire      | 13-2      | Jeremy Horn                    | Décision unanime                                                | Gladiator FC: Day 2                 | 27 juin 2004      | 3     | 5:00  | Séoul, Corée du Sud                    | |
| Victoire      | 12-2      | Waldir dos Anjos               | TKO (arrêt du coin)                                             | Conquista Fight 1                   | 20 décembre 2003  | 1     | 5:00  | Vitoria da Conquista, Brésil           | |
| Défaite       | 11-2      | Daiju Takase                   | Soumission (étranglement en triangle)                           | Pride 26: Bad to the Bone           | 8 juin 2003       | 1     | 8:33  | Yokohama, Japon                        | |
| Victoire      | 11-1      | Carlos Newton                  | KO (coup de genou sauté et coups de poing)                      | Pride 25: Body Blow                 | 16 mars 2003      | 1     | 6:27  | Yokohama, Japon                        | |
| Victoire      | 10-1      | Alexander Otsuka               | Décision unanime                                                | Pride 22: Beasts From The East 2    | 29 septembre 2002 | 3     | 5:00  | Nagoya, Japon                          | |
| Victoire      | 9-1       | Alex Stiebling                 | TKO (arrêt du médecin)                                          | Pride 21: Demolition                | 23 juin 2002      | 1     | 1:23  | Saitama, Japon                         | |
| Victoire      | 8-1       | Roan Carneiro                  | Soumission (coups de poing)                                     | Mecca: World Vale Tudo 6            | 31 janvier 2002   | 1     | 5:33  | Curitiba, Brésil                       | |
| Victoire      | 7-1       | Hayato Sakurai                 | Décision unanime                                                | Shooto: To The Top 7                | 26 août 2001      | 3     | 5:00  | Osaka, Japon                           | Remporte le titre des poids moyens du Shooto. |
| Victoire      | 6-1       | Israël Albuquerque             | Soumission (coups de poing)                                     | Mecca: World Vale Tudo 5            | 9 juin 2001       | 1     | 6:17  | Curitiba, Brésil                       | |
| Victoire      | 5-1       | Tetsuji Kato                   | Décision unanime                                                | Shooto: To The Top 2                | 2 mars 2001       | 3     | 5:00  | Tokyo, Japon                           | |
| Victoire      | 4-1       | Claudionor da Silva Fontinelle | TKO (coups de poing et coups de genou)                          | Mecca: World Vale Tudo 4            | 16 décembre 2000  | 1     | 4:35  | Curitiba, Brésil                       | |
| Victoire      | 3-1       | Jose Barreto                   | TKO (coup de pied à la tête et coups de poing)                  | Mecca: World Vale Tudo 2            | 12 août 2000      | 1     | 1:06  | Curitiba, Brésil                       | |
| Défaite       | 2-1       | Luiz Azeredo                   | Décision unanime                                                | Mecca: World Vale Tudo 1            | 27 mai 2000       | 2     | 10:00 | Curitiba, Brésil                       | |
| Victoire      | 2-0       | Fabrício Camões                | TKO (abandon)                                                   | Brazilian Freestyle Circuit 1       | 25 juin 1997      | 1     | 25:14 | Campo Grande, Brésil                   | |
| Victoire      | 1-0       | Raimundo Pinheiro              | Soumission (étranglement arrière)                               | Brazilian Freestyle Circuit 1       | 25 juin 1997      | 1     | 1:53  | Campo Grande, Brésil                   | |

### Palmarès en boxe anglaise
| 6 combats       | 3 victoires | 2 défaites |
| Avant la limite | 2           | 1          |
| Sur décision    | 1           | 1          |
| Match nul       | 1           | 1          |

| Décision possible : KO • TKO (KO technique) • UD (décision aux points unanime) • MD (décision aux points majoritaire) • SD (décision aux points partagée) • D (match nul) • NC (sans décision) • RTD (abandon) |        |            |      |       |                 |                               |       |
| Résultat | Record | Adversaire | Type | Round | Date            | Lieu                          | Notes |
| Défaite | 3-2    | Jake Paul  | UD   | 8     | 29 octobre 2022 | Glendale, Arizona, États-Unis |       |